# Шостакович Дмитро Дмитрович
Дмитро́ Дми́трович Шостако́вич 12 (25) вересня 1906, Санкт-Петербург, Російська імперія — 9 серпня 1975, Москва, СРСР) — радянський російський композитор, піаніст, педагог і громадський діяч, один з найзначніших композиторів XX століття. Народний артист СРСР (1954).

## Біографія

### Походження
Дмитро Шостакович за власним визнанням мав польське етнічне коріння  Прадід Шостаковича за батьківською лінією — Петро Михайлович Шостакович (1808–1871) — народився у містечку Шеметове (Завілейський повіт Віленської губернії). Петро Михайлович, спочатку вільний слухач Віленської медико-хірургічної академії (з 1834 року), закінчив її в 1837 році зі званням ветеринарного лікаря, колезький асесор, жив у Єкатеринбурзі, з 1858 року — в Казані. У сорокові роки XIX століття Петро Михайлович із дружиною Марією-Юзефою Ясинською опинився в Єкатеринбурзі. Тут 27 січня 1845 року в них народився син, названий Болеславом-Артуром. Болеслав-Артур (1845—1919) учасник польського народовольчого руху, в 1866 році був засуджений і висланий з Москви до Томська, згодом у Нарим. Там же народився Дмитро Болеславович Шостакович (1875—1922), батько композитора. У середині 1890-х він переїхав до Петербурга, де вивчав гістологію в Петербурзькому університеті, після закінчення якого був прийнятий на роботу в Головну палату мір і ваг. Дід Шостаковича по лінії матері, Василь Кокоулін (1850—1911), був одним із начальників на золотих копальнях у Бодайбо. Його дочка, Софія Василівна (1878—1955), була піаністкою і вчилася спочатку в Іркутську, а потім — в Петербурзькій консерваторії в Олександри Розанової. У Петербурзі вона познайомилася з Дмитром Шостаковичем, а в 1903 році відбулося весілля.

### Ранні роки
Дмитро Шостакович народився 12 (25) вересня 1906 року в Санкт-Петербурзі. У сім'ї він був середнім з трьох дітей. Його старша сестра, Марія (1903—1973), стала згодом піаністкою, молодша, Зоя (1908—1990), — ветеринаром. У 1915 році Шостакович вступив до Комерційної гімназії Марії Шидловської. До цього ж часу відносяться його перші серйозні музичні враження: після відвідання вистави-опери М. А. Римського-Корсакова «Казка про царя Салтана» юний Шостакович заявив про своє бажання серйозно зайнятися музикою. Перші уроки гри на фортепіано почала давати йому мати, і після декількох місяців занять Шостакович зміг розпочати навчання в приватній музичній школі відомого в той час фортепіанного педагога І. А. Гляссера.
Сім'я дотримувалася ліберальних політичних поглядів. Серед перших творів Шостаковича — траурний марш пам'яті керівників партії кадетів, А. І. Шингарьова і Ф. Ф. Кокошкіна, вбитих у січні 1918 року матросами і солдатами.
Навчаючись у Гляссера, Шостакович досяг деяких успіхів у фортепіанному виконавстві, однак той не поділяв інтерес свого учня до композиції, і в 1918 році Шостакович залишив його школу. Влітку наступного року юного музиканта слухав О. К. Глазунов, який схвально відгукнувся про його композиторський талант. Восени того ж року Шостакович вступив до Петроградської консерваторії, де вивчав гармонію і оркестровку під керівництвом М. О. Штейнберга, контрапункт і фугу — у Н. А. Соколова, паралельно займаючись також диригуванням. Наприкінці 1919 року Шостакович написав свій перший великий оркестровий твір — Скерцо fis-moll. На наступний рік Шостакович вступив у клас фортепіано Л. В. Ніколаєва, де серед його однокурсників були М. В. Юдіна та В. В. Софроницький. У цей період формується «Гурток Анни Фогт», що орієнтується на новітні тенденції західної музики того часу. Активним учасником цього гуртка стає і Шостакович, він знайомиться з композиторами Б. В. Асаф'євим і В. В. Щербачовим, диригентом М. Малько. Шостакович пише «Чотири байки Крилова» для мецо-сопрано та фортепіано і «Три фантастичних танці» для фортепіано.

### 1920-ті

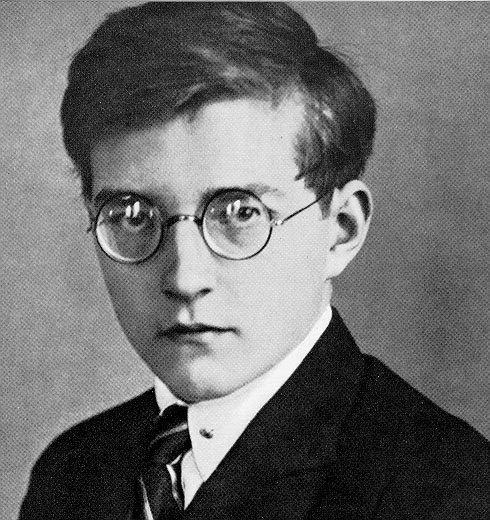
Д. Шостакович, 1925 рік

У 1923 році Шостакович закінчив консерваторію по класу фортепіано (у Л. В. Ніколаєва), а в 1925 році — по класу композиції (у М. О. Штейнберга). Його дипломною роботою була «Перша симфонія». Як і його попередники, такі як Рубінштейн, Рахманінов і Прокоф'єв, Шостакович збирався продовжити кар'єру і як піаніст, і як композитор. Однак за свідченням Костянтина Ігумнова, його грі не вистачало «почуття і сили». У 1927 році на Першому Міжнародному конкурсі піаністів імені Шопена у Варшаві він отримав почесний диплом. На щастя, незвичайний талант музиканта (Шостакович виконав у Варшаві також власну сонату) зауважив один з членів журі конкурсу, австро-американський диригент і композитор Бруно Вальтер, який запропонував Шостаковичу пограти йому на роялі ще що-небудь. Почувши «Першу симфонію», Вальтер негайно попросив Шостаковича надіслати партитуру йому в Берлін, і потім виконав Симфонію в поточному сезоні, тим самим зробивши російського композитора знаменитим.
1932 року Д. Шостакович одружився з Ніною Варзар, з якою виховував двох дітей — Галину і Максима, згодом відомого диригента.

### Перша заборона
Опера «Леді Макбет Мценського повіту» за повістю М. С. Лєскова (написана в 1930—1932, поставлена в Ленінграді в 1934 році), спочатку прийнята з захопленням, і вже проіснувавши на сцені півтора сезони, зазнала розгрому в радянській пресі (стаття «Сумбур замість музики» у газеті «Правда» від 28 січня 1936 року). У цьому ж 1936 році повинна була відбутися прем'єра 4-ї Симфонії — твору значно більш монументального розмаху, ніж всі попередні симфонії Шостаковича, що поєднала у собі трагічний пафос з гротеском, ліричними та інтимними епізодами, і, можливо, мала би почати новий, зрілий період у творчості композитора. Шостакович призупинив репетиції Симфонії перед грудневою прем'єрою. 4-а Симфонія була вперше виконана лише 1961 року.
У травні 1937 року Шостакович випустив у світ 5-у Симфонію — твір, чий наскрізь драматичний характер, на відміну від попередніх трьох «авангардистських» симфоній, зовні «захований» в загальноприйняту симфонічну форму (4 частини: з сонатною формою першій частині, скерцо, адажіо та фіналом з зовні тріумфальним кінцем) та інші «класичні» елементи. Вихід 5-ї Симфонії Сталін на сторінках «Правди» коментував фразою: «Ділова творча відповідь радянського художника на справедливу критику». Після прем'єри твору вийшла хвалебна стаття в «Правді», і за симфонією офіційно закріпилася слава «зразка твору соціалістичного реалізму в симфонічній музиці».
З 1937 року Шостакович вів клас композиції в Санкт-Петербурзькій державній консерваторії імені Н. А. Римського-Корсакова. 1939 року він стає професором.

### Воєнні роки
Залишаючись в перші роки війни в блокадному Ленінграді, Шостакович починає працювати над 7-ю симфонією. Вона була завершена в Куйбишеві, куди композитора разом з сім'єю було евакуйовано в лютому 1942 року. Симфонія вперше була виконана 29 березня 1942 року в Колонному залі московського Будинку Союзів, а 9 серпня 1942 року — у блокадному Ленінграді. За цей твір композитор отримав Сталінську премію.
У 1943 році композитор переїздить до Москви, де до 1948 року викладає у Московській консерваторії. У нього навчалися Р. З. Бунін, А. Д. Гаджієв, Р. Р. Галинін, О. О. Євлахов, К. А. Караєв, Г. В. Свиридов, Б. І. Тищенко, К. С. Хачатурян, Б. О. Чайковський, Г. І. Уствольська.

### Друга заборона
В 1948 році Шостакович, поряд з багатьма іншими композиторами (зокрема С. Прокоф'євим та А. Хачатуряном) потрапив під кампанію боротьби з формалізмом, очолювану тодішнім головою Верховної Ради РРФСР Андрієм Ждановим. Після оприлюднення Постанови ЦК ВКПб про оперу «Великая Дружба» Мураделі, Шостакович був звинувачений в «формалізмі», «буржуазному декадентстві» та «плазуванні перед Заходом», визнаний профнепридатним, позбавлений звання професора Московської та Ленінградської консерваторій та вигнаний з них. Більшість творів Шостаковича були заборонені, а його родина позбавлена привілеїв. За спогадами Ю. Любимова, композитор «ніч чекав на арешт на сходовому майданчику у ліфті».
У наступні кілька років Шостакович заради заробітку складав музику до кінофільмів, складав музику на реабілітації і писав серйозні роботи «в стіл». До числа останніх відносяться скрипки з оркестром № 1 та вокальний цикл З єврейської народної поезії, що було пов'язано з активізованою повоєнною антисемітською кампанією та масовими арештами, під хвилю яких зокрема потрапили І. Добрушин та Юдицький, укладачі книги, з якої Шостакович взяв його тексти.
Переслідування автора були дещо послаблені в 1949 році, коли Сталін вирішив делегувати представників на культурний та науковий конгрес на захист миру в Нью-Йорку, і серед них — Шостаковича, який мав зачитати заготовлену промову. За спогадами Миколи Набокова, Шостакович читав «нервовим і тремтячим голосом». Повною мірою усвідомлюючи, що Шостакович не міг вільно висловлювати свою думку, Набоков публічно попросив композитора висловитися щодо заборони музики Стравінського в Радянському Союзі. Шостакович, який був великим шанувальником Стравінського і надихався його музикою, не мав іншого виходу, окрім як дати стверджувальну відповідь. Набоков, не вагаючись, опублікував це, інтерпретуючи як демонстрацію того факту, що Шостакович «не вільна людина, але слухняне знаряддя своєї влади». Шостакович ніколи не пробачив Набокова за це публічне приниження. У тому ж році Шостакович був змушений написати кантату «Пісня про ліси», що прославляла Сталіна як «Великого садівника». У 1951 композитор був обраний депутатом Верховної Ради РРФСР.

### Реабілітація
Смерть Сталіна у 1953 році відкрила композиторові шлях до реабілітації. В цей час була написана одна з найвідоміших його робіт — Десята симфонія, а в 1954 — Святкова увертюра, що була використана як музична тема для Літніх Олімпійських ігор 1980 р.
У 1957 році Шостакович стає секретарем Спілки композиторів СРСР, Спілки композиторів РРФСР. В 1960 році Дмитро Шостакович вступає до лав КПРС, що відкрило композиторові шлях до подальшого кар'єрного росту — з 1960 року композитора було призначено першим секретарем Спілки композиторів СРСР. Існує думка, що кар'єрний ріст Шостаковича став можливим завдяки бажанню Хрущова заручитися підтримкою інтелігенції. В перший же рік перебування на посаді Шостакович створив симфонію присвячену пам'яті В. І. Леніна, що нерідко розглядають як вимушений крок.
У 1954 році Шостакович пережив смерть своєї дружини Ніни Варзар. Існують відомості, що Д. Шостакович мав намір одружитися зі своєю колишньою ученицею, композиторкою Галиною Уствольською, однак отримав відмову. Другий шлюб Шостаковича з комсомльською активісткою Маргаритою Каїновою виявився невдалим і розпався 1957 року. 1962 року композитор одружився втретє, його дружиною стала 27-річна Ірина Супінська. На думку Г. Вишневської, саме з нею композитор знайшов домашній притулок і вона продовжила його життя на кілька років.

### Останні роки
Останні роки життя Шостакович страждав від хронічних хвороб. Починаючи з 1958 року він страждав на захворювання правої руки, що зрештою змусило його відмовитися від гри на фортепіано, а в 1965 році було діагностовано поліомієліт. Він також страждав від серцевих нападів, через що пережив кілька падінь, внаслідок яких зламав обидві ноги. Передчуття смерті обумовило і трагічний зміст останніх двох симфоній — 14-ї та 15-ї. Шостакович помер в Москві 9 серпня 1975 року.
Похований на Новодівочому цвинтарі.

## Основні твори
- Опери: «Ніс», «Катерина Ізмайлова», «Гравці» (не закінчена)
- 15 симфоній
- 15 струнних квартетів
- Квінтет для фортепіано і струнних
- Ораторія «Пісня про ліси»
- Кантата «Страта Степана Разіна»
- Концерти і сонати для різних інструментів
- Романси і пісні для голосу
- Балети «Баришня і хуліган», «Золотий вік»

## Стиль
У ранні роки композитор зазнав впливу музики Г. Малера, А. Берга, І. Ф. Стравінського, С. С. Прокоф'єва, П. Гіндеміта, М. П. Мусоргського. Серед російських композиторів особливо захоплювався творчістю М. П. Мусоргського, для його опер «Борис Годунов» і «Хованщина» зробив нові оркестровки. Вплив М. П. Мусоргського особливо помітно в окремих сценах опери «Катерина Ізмайлова», в 11-й симфонії, та в сатиричних творах.
В багатьох творах Д.Шостакович використовує особливі лади, названі російськими музикознавцями (А. Н. Должанський, Ю. М. Холопов) як «лади Шостаковича». Ці лади спираються на 4-ступеневі звукоряди в межах зменшеної кварти, яка символічно міститься і в монограмі Шостаковича DSCH (es1-h в d1-es1-c1-h)
В пізніх творах композитор зрідка використовував додекафонію (напр., I частина симфонії №15).

## Звання і премії
- Герой Соціалістичної Праці (1966)

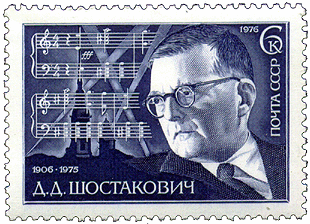
Марка СРСР, 1976

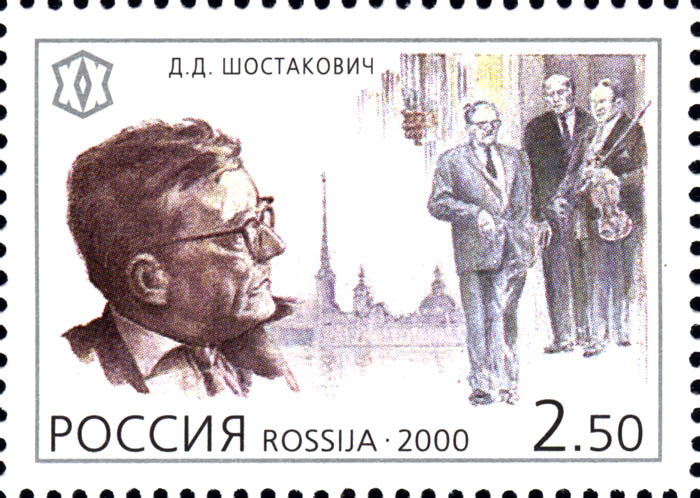
Марка Росії, 2000

- Заслужений діяч мистецтв РРФСР (1942)
- Народний артист РРФСР (1948)[18]
- Народний артист СРСР (1954)
- Сталінська премія першого ступеня (1941) — за фортепіанний квінтет
- Сталінська премія першого ступеня (1942) — за 7-ю («Ленінградську») симфонію
- Сталінська премія другого ступеня (1946) — за тріо
- Сталінська премія першого ступеня (1950) — за ораторію «Пісня про ліси» та музику до фільму «Падіння Берліна» (1949)
- Сталінська премія другого ступеня (1952) — за десять поем для хору без супроводу на вірші революційних поетів (1951)
- Ленінська премія (1958) — за 11-ту симфонію «1905 рік»
- Державна премія СРСР (1968) — за поему «Страта Степана Разіна» для баса, хору та оркестру
- Державна премія РРФСР імені М. І. Глінки (1974) — за 14-й струнний квартет та хоровий цикл «Вірність»
- Державна премія УРСР імені Т. Г. Шевченка (1976 — посмертно) — за оперу «Катерина Ізмайлова», поставлену на сцені КУГАТОБ імені Т. Г. Шевченка
- Міжнародна премія Миру (1954)
- Премія ім. Я. Сібеліуса (1958)
- Премія Леоні Соннінг (1973)
- Три ордена Леніна (1946, 1956, 1966)
- Орден Жовтневої революції (1971)
- Орден Трудового Червоного Прапора (1940)
- Орден Дружби народів (1972)
- Командор ордена Мистецтв та літератури (Франція, 1958)
- Срібний командорський хрест ордена Пошани за Заслуги перед Австрійською Республікою (1967)
- Почесний диплом на I-му Міжнародному конкурсі піаністів імені Шопена у Варшаві (1927).
- Приз I-го Всесоюзного кінофестивалю за найкращу музику до фільму «Гамлет» (Ленінград, 1964).

## Дослідження творчості
З початку 1970-х років ретельно вивчала творчість Д.Шостаковича українська дослідниця Софія Мошевич, особливо аналізуючи його записи виступів як піаніста. В результаті дослідження були написані дві документальні книги: «Піаніст Дмитро Шостакович» та «Музика для фортепіано, інтерпретація і виконання Шостаковичем». Вона також підготувала розділ про фортепіанну музику для «Шостаковича з компаньйоном», під редакцією Михайла Мішра..

## Мультимедіа
- Радіозвернення Д. Шостаковича: передача из блокадного Ленінграду 16 вересня 1941ⓘ
- інтерлюдія з опери "Ніс"ⓘ